# Ромодина, Генриэтта Владимировна
Генриэтта Владимировна Ромодина (18 апреля 1931, Москва — 2 января 2025, там же) — советская и российская актриса театра и кино. Заслуженная артистка РСФСР (1991).

## Биография
Родилась в Москве в семье авиаконструктора В. А. Ромодина.
Окончила Школу-студию МХАТ (курс Г. А. Герасимова) в 1958 году.
С 1958 года — актриса Московского Художественного академического театра имени М. Горького.
Скончалась 2 января 2025 года на 94-м году жизни.

## Творчество

### Роли в театре
- «Лиса и виноград» Фигейредо. Режиссёр: В. Станицын — Мели
- «Смерть коммивояжёра» А. Миллер. Режиссёр: А. Карев — Лета, Мисс Форсайт, женщина
- «Точка опоры» В. Алешин. Режиссёр: Г. Конский — Киава
- «Дом, где мы родились» П. Когоут. Режиссёр: В. К. Монюков — Павла
- «Анна Каренина» Лев Толстой. Режиссёр: М. Кедров — Картасова
- «Егор Булычев» Максим Горький. Режиссёр: Б. Ливанов — Жанна Бетлинг
- «Чти отца своего» Лаврентьев. Режиссёр: И. Тарханов — Тамара
- «Синяя птица» Морис Метерлинк. Режиссёр: по возобновлению К. Градополов — Вода
- «О женщине» Э. Радзинский. Режиссёр: Б. Львов-Анохин — секретарша Ниночка
- «На всякого мудреца довольно простоты» Александр Островский. Режиссёр: В. Станицын — Приживалка, Турусина, Глумова
- «Последние дни» Михаил Булгаков. Режиссёр: В. Станицын — Салтыкова
- «Сладкоголосая птица юности» Теннесси Уильямс. Режиссёр: В. Шиловский — Эдна, Люси
- «Единственный свидетель» Тур. Режиссёр: В. Станицын — Виктория, Стелла
- «Живи и помни» Валентин Распутин. Режиссёр: В. Богомолов — Капитолина
- «Обратная связь» Гельман. Режиссёр: Олег Ефремов — Медведева, Вера Васильевна
- «Деньги для Марии» Валентин Распутин. Режиссёр: В. Богомолов — жена ветерана
- «Идеальный муж» Оскар Уайльд. Режиссёр: В. Станицын — мисс Марчмонт
- «Юпитер смеется» Арчибальд Кронин. Режиссёр: А. Карев — мисс Фостер
- «Дядюшкин сон» Ф. М. Достоевский. Режиссёр: В. Шиловский — Фелисата Михайловна
- «Кроткая» Ф. М. Достоевский. Режиссёр: Лев Додин — Тётка
- «Мёртвые души» Н. В. Гоголь. Режиссёр: В. Беляков — Анна Григорьевна
- «Валентин и Валентина» М. Шатров, реж. О. Ефремов — Мать Валентины
- «Зойкина квартира» М. Булгаков, реж. Т. Доронина — Дама
- «Синяя птица» М. Метерлинк, реж. по возобновлению К. Градополов — Бабушка
- «Обрыв» И. Гончаров, реж. А. Созонтов — Полина Карповна
- «Женщины в народном собрании» Аристофан, реж. А. Абрамов — 2-я старуха
- «Её друзья» В. Розов, реж. В. Усков — Вера Николаевна, директор школы
- «Наполеон в Кремле» В. Малягин, реж. Н. Пеньков — Мадам Шальме
- «Французский квартал» Теннесси Уильямс, реж. Т. Доронина — Керри
- «Юбилей» («Весь Ваш Антоша Чехонте») А. Чехов, реж. Э. Лотяну — Мерчуткина
- «Без вины виноватые» А. Островский, реж. Т. Доронина — Галчиха
- «Заложники любви, или халам-бунду» Ю. Поляков, реж. С. Кутасов — Лидия Николаевна
- «Прощание с Матерой» В. Распутин, реж. А. Борисов — Катерина
- «Красавец мужчина» А. Островский, реж В. Иванов — Аполлинария Антоновна

### Фильмография
- 1966 — Тени старого замка — Тереза Таммеорг
- 1969 — Егор Булычов и другие (фильм-спектакль МХАТ) — Жанна
- 1969 — Цветы запоздалые (телевизионный фильм-спектакль) — Калерия Ивановна
- 1975 — Ольга Сергеевна — секретарша
- 1976 — Ну, публика! (телевизионный фильм-спектакль) — гувернантка
- 1978 — Сладкоголосая птица юности (фильм-спектакль МХАТ) — Эдна

## Награды и звания
- Орден Почёта (6 июля 2006 года) — за заслуги в области культуры и искусства и многолетнюю плодотворную работу[3].
- Орден Дружбы (17 июня 1999 года) — за заслуги перед государством, большой вклад в укрепление дружбы и сотрудничества между народами, многолетнюю плодотворную деятельность в области культуры и искусства[4].
- Заслуженная артистка РСФСР (5 ноября 1991 года) — за заслуги в области искусства[5].
- Почётная грамота Президента Российской Федерации (5 ноября 2014 года) — за заслуги в развитии отечественной культуры и многолетнюю плодотворную деятельность[6].